# Callitriche longipedunculata
Callitriche longipedunculata är en grobladsväxtart som beskrevs av Thomas Morong. Callitriche longipedunculata ingår i släktet lånkar, och familjen grobladsväxter. Inga underarter finns listade i Catalogue of Life.